# Estadio Riomar
El estadio Riomar, nombre otorgado por la zona en la que está emplazado, es un recinto deportivo ubicado en Castro Urdiales, España. Es el estadio donde compiten como locales los siguientes equipos: Club Atlético Castro, CDE Carbonero (atletismo); así como el AD Mioño, y el Castro Fútbol Club (fútbol). Ha sido el estadio municipal clásico de la ciudad, disputándose en él, partidos de fútbol y competiciones atléticas desde antes de mediados del siglo XX. Ambos tipos de encuentros dejaron de disputarse allí, pero las de atletismo lo hicieron con mayor anterioridad aún, debido al cambio de normativa del tipo de suelo permitido para competir. En fútbol se disputaron partidos de 3.ª división, torneos y partidos amistosos; y en atletismo se celebraron campeonatos regionales, trofeos y encuentros de todo tipo atlético. En 2004 comenzó la demolición del antiguo recinto para su futura remodelación. 
En la actualidad, los terrenos de Riomar están ocupados por el colegio Riomar y el estadio Riomar. Este está formado por un campo de fútbol, y el exterior del mismo corresponde a las instalaciones correspondientes a atletismo: pista atlética de 8 calles con 400 m de anillo; 2 fosos para saltos con 2 calles cada uno de ellos; un arenal con 2 círculos de lanzamientos; otros 2 círculos de lanzamientos que miran hacia el campo de fútbol; y una jaula para lanzamiento de martillo.
La instalación inaugurada el 12 de julio de 2012 consta de un edificio aislado de planta rectangular de 1.503 metros cuadrados y cubierta metálica curva de 2.640 metros cuadrados. En él se ha habilitado un graderío para 1.435 espectadores sentados, bajo el cual se encuentra un módulo cubierto de atletismo de 650 metros cuadrados, que incluye una pista de 60 metros de longitud por 4 calles y un foso de saltos. Asimismo, cuenta con un gimnasio de 215 metros cuadrados, ocho vestuarios, bar, almacén para el material deportivo, cuarto de calderas, lavandería, centro de transformación y oficinas de administración. Las obras han tenido un plazo de ejecución de 20 meses y han sido ejecutadas por la UTE Comsa-Anibal.
Por otra parte, tras largos impedimentos administrativos, la homologación de la instalación por parte de la Real Federación Española de Atletismo para la disputa oficial de competiciones de índole atlética se hizo efectiva el 28 de abril de 2015. De este modo el estadio Riomar queda ya plenamente operativo para la práctica de fútbol y atletismo bajo el amparo de sus respectivas federaciones deportivas.

Las pistas de atletismo de Riomar, en Castro Urdiales, ya están homologadas. Una vez recibida la certificación RFEA, emitida a fecha 28 de abril, la localidad oriental se encuentra en disposición de albergar competiciones oficiales de atletismo. De hecho, la intención de la Federación Cántabra y el Ayuntamiento, entidad propietaria, es intentar fijar el estreno oficial esta misma temporada.

Para ello se mantendrá un encuentro la próxima semana. Además de buscar fechas en el calendario, los responsables federativos y municipales abordarán la necesidad de cubrir el material necesario para llevar a cabo las primeras competiciones atléticas en la localidad castreña.
Con las de Riomar son seis las pistas de atletismo homologadas en Cantabria, incluyendo el Módulo Cubierto de La Albericia, si bien algunas como las de Laredo necesitan abordar un profundo proceso de renovación. Además, en otras resulta imposible plantearse la celebración de concursos de lanzamientos, por lo que en la actualidad solo funcionan a pleno rendimiento las instalaciones de Santander y Los Corrales de Buelna, esta última con anillo de seis calles. 

Por ello hay que celebrar esta nueva posibilidad de llevar competiciones a Castro Urdiales, lugar donde por otra parte se desarrolla una incansable labor atlética, tanto a nivel organizativo como sobre todo formativo, con varios clubes y cientos de chavales dedicados a esta disciplina en el municipio.

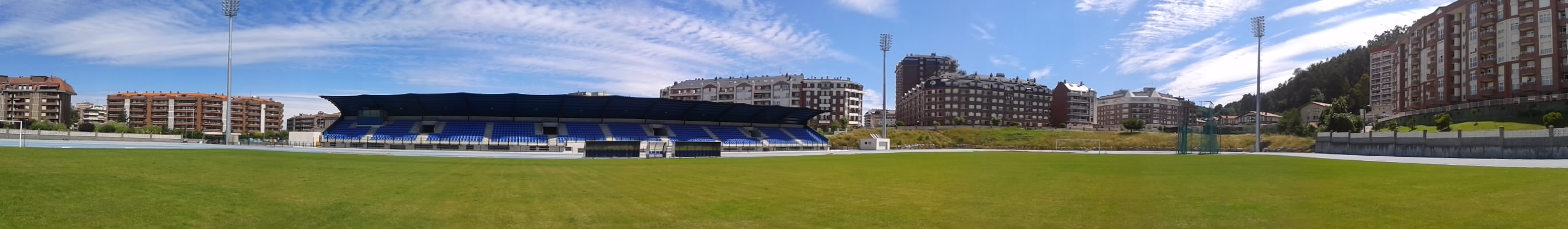
Vista panorámica del estadio Riomar observada desde el campo de fútbol.

Federación Cántabra de Atletismo, 29 de abril de 2015.